# Língua turiuara
A língua turiuara, turiguara ou turiwára é um idioma pertencente à família tupi-guarani. Atualmente não se tem conhecimento de nenhum falante com proeficiência, tendo o último morrido ou sido assimilado a outra comunidade nos anos 80, mas como ainda tem usos sociais entre o povo turiuara, se considera uma língua dormente, ainda que em vias de extinção. Os poucos turiuaras seriam falantes hoje do tembé, idioma de outro grupo indígena com o qual conviveram historicamente.

## Classificação
O idioma faz parte da família das línguas tupi-guaranis, mas seu pertencimento ao ramo IV (línguas tenetearas) ou ramo V (línguas xingus) da mesma varia de acordo à fonte, com o Ethnologue a categorizando no quarto ramo, enquanto Rodrigues e Cabral (2012) o fazem no quinto. Darcy Ribeiro sugere que, linguisticamente, os turiuaras seriam próximos dos caapores, também conhecidos como urubus.

## Gramática e Fonologia[9]
Algumas características do idioma que o distinguem daqueles pertencentes a outros subconjuntos dentro da família tupi-guarani :
- Perda parcial das consoantes finais
- Fusão de *t[ʃ] e *ts, ambos mudados em h ou zero
- Mudança de *pw em kw
- Mudança de *pj em s
- Conservação de *j

## Vocabulário[10]
O primeiro registro do idioma foi feito pelo viajante alemão Hermann Meerwarth, que em 1904 compilou uma lista de nomes pessoais, mas aparentemente confundindo algumas palavras do turiuara com outras da Língua Geral. Dez anos depois Curt Nimuendajú publicou outra lista, com 103 palavras, dentre as quais se selecionou algumas para a tabela abaixo:
| Português | Turiuara |
| --------- | -------- |
| Boca      | Jurú     |
| Mão       | Nepó     |
| Pé        | Nepýi    |
| Olho      | Nerehá   |
| Cabeça    | Neakánga |
| Água, rio | Ýa       |
| Pedra     | Itá      |
| Fogo      | Tatá     |
| Homem     | Awá      |
| Mulher    | Kuñâ´    |
| Macaco    | Kaí      |
| Muito     | Hetá     |
| Pouco     | Nahetái  |